# نئونس-سور-کروز
نئونس-سور-کروز (به فرانسوی: Néons-sur-Creuse) یک کمون در فرانسه است که در اندر واقع شده‌است. نئونس-سور-کروز ۱۹٫۸۵ کیلومتر مربع مساحت و ۳۹۹ نفر جمعیت دارد و ۱۵۰ متر بالاتر از سطح دریا واقع شده‌است.